# مزررة

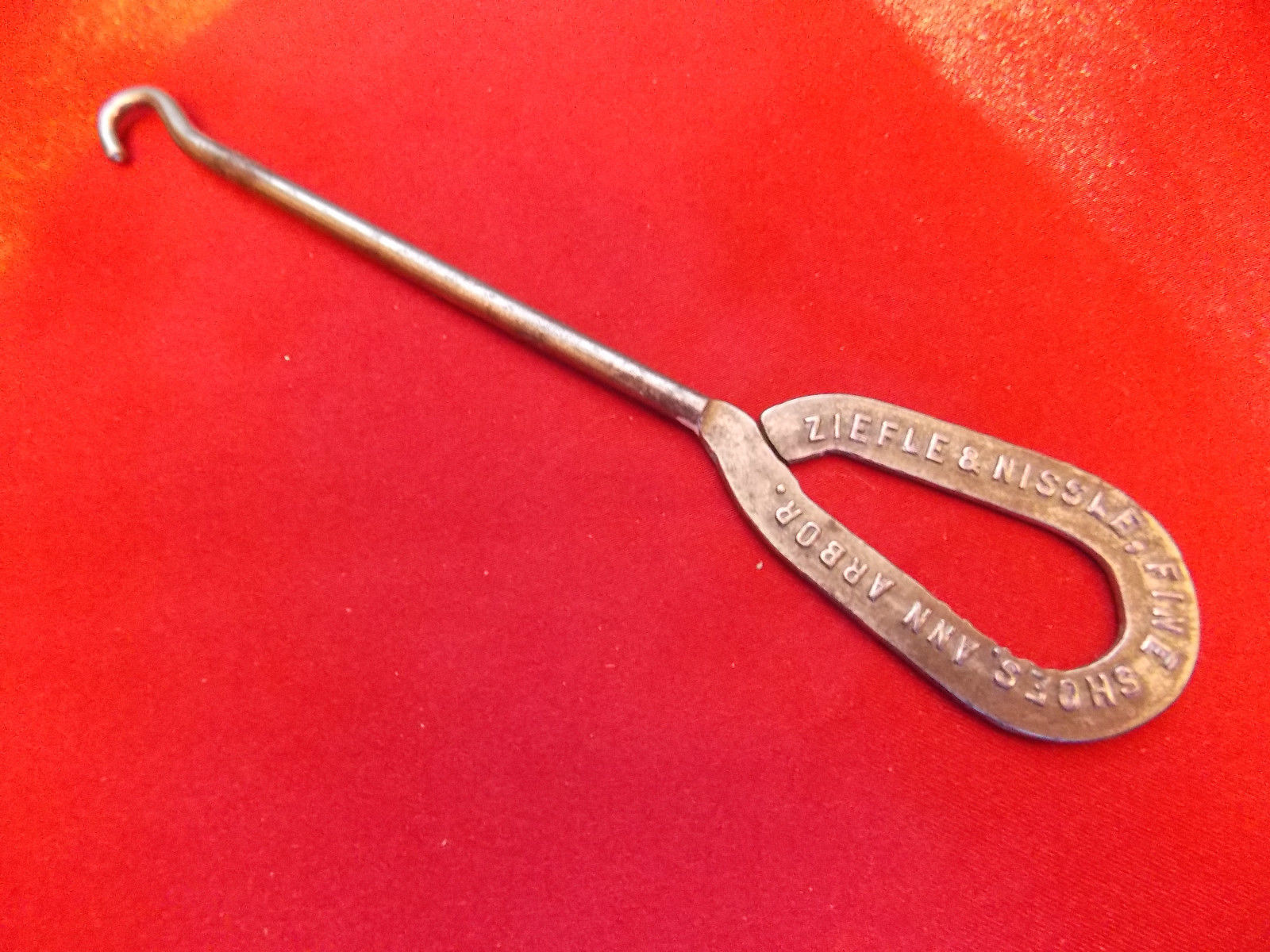
مزررة من أوائل القرن العشرين يعلن عن متجر أحذية في مِشِغِن

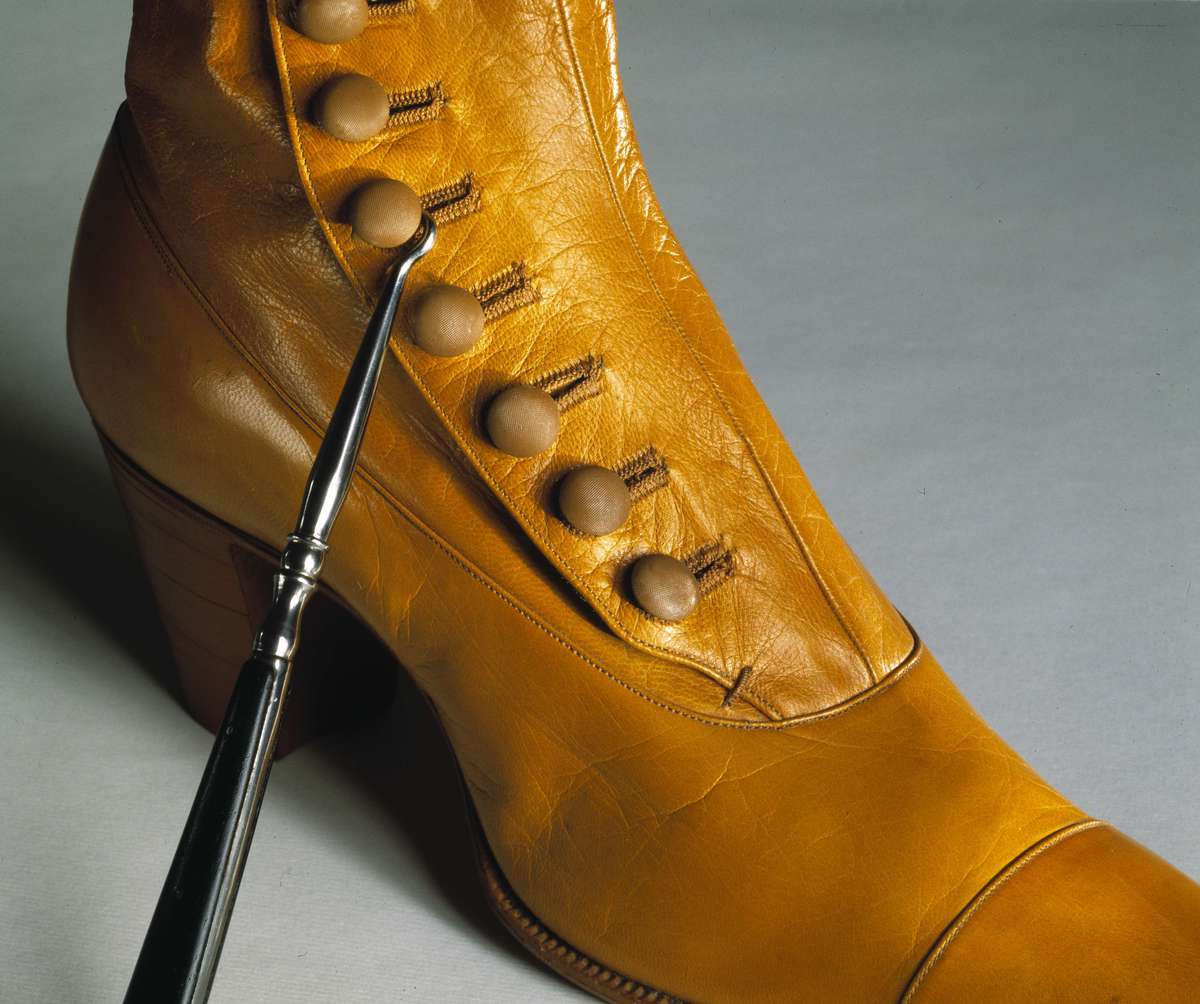
خطاف زر قيد الاستخدام على أ ق. 1900 التمهيد

المُزَرِّرَة أداة تُستخدم لتسهيل إغلاق الأحذية أو القفازات أو الملابس الأخرى المزودة بأزرار . يتكون من خطاف مثبت بمقبض قد يكون بسيطًا أو مزخرفًا جزءِ من مجموعة تسريحة.